# Syntelia
Syntelia é um género de coleópteros de média dimensão. É o único género da família Synteliidae. 
As características da família e género incluem antenas geniculadas com uma clava compacta que é formada pelos três últimos segmentos, corpo alongado, coxas pouco separadas e tarsos com empódios [tradução?].
Apenas um segmento abdominal está exposto posteriormente aos élitros..
Alimentam-se de larvas de insectos.

## Espécies
Existem sete espécies conhecidas, distribuídas pelo centro do México e Ásia..
- Syntelia histeroides
- Syntelia davidis
- Syntelia indica
- Syntelia mazuri
- Syntelia mexicana
- Syntelia sinica
- Syntelia westwoodi